# Dürrlauingen
Dürrlauingen är en kommun och ort i Landkreis Günzburg i Regierungsbezirk Schwaben i förbundslandet Bayern i Tyskland.
Kommunen ingår i kommunalförbundet Haldenwang tillsammans med kommunerna Haldenwang, Landensberg, Röfingen och Winterbach.